# Joy of Cooking
Joy of Cooking è stato un gruppo musicale statunitense di folk-rock formatosi a Berkeley, vicino a San Francisco, California nel 1967.

## Storia
Il gruppo era capeggiato da due ragazze, la pianista Toni Brown e la chitarrista Terry Garthwaite (conosciuta anche come Ruby Green). [avid Garthwaite, fratello di Terry, vi suonava il basso. Il tastierista Stevie Roseman sostituì Toni Brown per un certo periodo e i bassisti Happy Smith e poi Jeff Neighbor rimpiazzarono David Garthwaite al basso.
Memorabili furono i loro concerti al Troubadour e al Roxy di Los Angeles, dove proponevano del bluegrass affiancati talvolta da altri artisti come Gene Clark e Gib Guilbeau, ma gli album non erano all'altezza delle loro esibizioni dal vivo.
La musica era un misto di sensibilità "hippy" con basi blues e folk, e i testi spesso riflettevano temi femministi o ambientali.
Il gruppo registrò tre album per la Capitol Records. Brown e Garthwaite poi intrapresero una carriera solista e pubblicarono anche un album come duo.
Nel 2007 è uscita una raccolta di materiale inedito intitolata Back to Your Heart, contenente registrazioni dal vivo e in studio risalenti al periodo 1968-1972.

## Formazione
- Toni Brown (voce, chitarra)
- Terry Garthwaite (voce, tastiere)
- Ron Wilson (conga, armonica)
- Fritz Kasten (batteria)
- David Garthwaite (basso)
- Jeff Neighbor (basso, 1971-73)

## Discografia

### Album
- 1970 - Joy of Cooking (Capitol Records, ST-661)
- 1971 - Closer to the Ground (Capitol Records, SMAS-828)
- 1972 - Castles (Capitol Records, ST-11050)

### Raccolte
- 1990 - The Best of Joy of Cooking (Capitol Records, 4XL-57292, Retro Rock #3) Pubblicato solo su audiocassetta
- 1992 - American Originals (Capitol Records, CDP 0777 7 99355 2 9)
- 2006 - The Complete Joy of Cooking (1970-1972) (Acadia Records, ACA 8118) Raccoglie tutti i tre album
- 2007 - Back to Your Heart (NJOY Records, 2006) 2 CD

### Singoli
- 1970 - Brownsville / Only Time Will Tell Me (Capitol Records, 3075)
- 1971 - Closer to the Ground/Pilot (Capitol Records, 3224)
- 1972 - Let Love Carry You Along/Home Town Man (Capitol Records, 3330)
- 1972 - Don't the Moon Look Fat and Round/All Around the Sun and the Moon (Capitol Records, 3396)